# Antoinette Kristensen
Antoinette Kristensen, född Anette Haukaas 1979 i Molde, Norge, är en norsk modell och artist.
Hennes karriär startade när hon som 14-åring började jobba som modell. Hon blev Fröken Norge år 1999 och kom på en delad sjätteplats i Miss World samma år. Senare flyttade hon till Hollywood för att fortsätta arbeta som modell, men valde att hellre satsa helhjärtat på musiken. Nu har hon spelat in tre musikvideor.
Hon deltog i realityprogrammet Norska Hollywoodfruar som sändes våren 2010 på TV3.